# Museo de Historia Natural Alcide d'Orbigny
El  Museo de Historia Natural Alcide d'Orbigny es una entidad cultural de la ciudad de Cochabamba, en Bolivia.

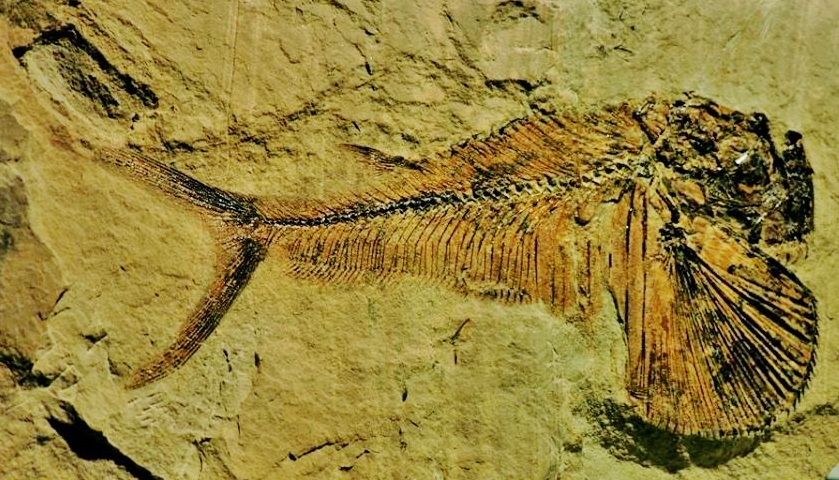
Fósil exhibido en el Museo de Historia Natural Alcide d'Orbigny de Cochabamba.

## Programas
Centro de Conservación de Anfibios Amenazados de Bolivia, Centro Kayra,
En 2020, junto a 20 instituciones culturales alrededor del mundo, el museo promovió la celebración del 1er día de la Rana de Agua, el 1.º de abril.

## Historia
Mediante un Convenio Interinstitucional suscrito el 12 de septiembre de 1997 entre el Gobierno Municipal de Cochabamba, la Universidad Mayor de San Simón y la Fundación para las Ciencias, se cedió el inmueble donde se encuentra el museo actual, ubicado al interior del Jardín Botánico Martín Cárdenas.

## Colecciones
El museo cuenta con 6 colecciones, las mismas se dedican a las áreas:
- Geología.
- Paleontología
- Entomología
- Herpetología
- Ornitología
- Mastozoología